# Мінерали фельзичні
Мінерали фельзичні (рос. минералы фельзические, англ. felsitic minerals; нім. felsische Minerale n pl) — скорочена назва польових шпатів та кварцу, які містяться в магматичній породі.